# Communauté de communes de Forez-Est
La communauté de communes de Forez-Est est une structure intercommunale française, située dans le département de la Loire en région Auvergne-Rhône-Alpes.

## Historique

Logo jusqu'en 2023

La communauté de communes de Forez-Est est issue de la fusion, le 1er janvier 2017, des communautés de communes de : 
- Balbigny,
- des Collines du matin,
- de Feurs en Forez,
- de Forez en Lyonnais (à l’exception de la commune de La Gimond)
- du Pays de Saint-Galmier (à l’exception des communes de Chamboeuf, Saint-Bonnet-les-Oules et Saint-Galmier)[1],[2].

Le 1er janvier 2018, sept communes issues de l'ancienne communauté de communes de Forez en Lyonnais rejoignent la communauté de communes des Monts du Lyonnais : Châtelus, Chevrières, Grammond, Maringes, Saint-Denis-sur-Coise, Viricelles et Virigneux.
De quarante-neuf communes, Forez-Est passe alors à quarante-deux communes.

## Territoire communautaire

### Géographie
En 2020, le territoire communautaire s'étend sur 55 302 hectares. La moitié de ses habitants vit dans six communes (Feurs, Veauche, Chazelles-sur-Lyon, Montrond-les-Bains). 3 658 entreprises y sont implantées et 20 523 personnes y travaillent, réparties entre l’agriculture, l’industrie, la construction et le secteur tertiaire.

### Composition
En 2023, la communauté de communes est composée des 42 communes suivantes :

| Nom                     | Code Insee | Gentilé        | Superficie (km2) | Population (dernière pop. légale) | Densité (hab./km2) |
| ----------------------- | ---------- | -------------- | ---------------- | --------------------------------- | ------------------ |
| Feurs (siège)           | 42094      | Foréziens      | 24,39            | 8 370 (2022)                      | 343                |
| Aveizieux               | 42010      | Aveizieudaires | 9,02             | 1 693 (2022)                      | 188                |
| Balbigny                | 42011      | Balbignois     | 16,98            | 2 848 (2022)                      | 168                |
| Bellegarde-en-Forez     | 42013      | Bellegardois   | 18,91            | 2 004 (2022)                      | 106                |
| Bussières               | 42029      | Bussiérois     | 16,76            | 1 531 (2022)                      | 91                 |
| Chambéon                | 42041      | Chambéonnais   | 16,85            | 653 (2022)                        | 39                 |
| Chazelles-sur-Lyon      | 42059      | Chazellois     | 20,91            | 5 507 (2022)                      | 263                |
| Civens                  | 42065      | Civensois      | 13,1             | 1 450 (2022)                      | 111                |
| Cleppé                  | 42066      | Clepperots     | 15,48            | 555 (2022)                        | 36                 |
| Cottance                | 42073      | Cottançois     | 13,55            | 753 (2022)                        | 56                 |
| Cuzieu                  | 42081      | Cuzieutaires   | 11,51            | 1 496 (2022)                      | 130                |
| Épercieux-Saint-Paul    | 42088      | Sparcirots     | 7,92             | 745 (2022)                        | 94                 |
| Essertines-en-Donzy     | 42090      | Essertinois    | 6,97             | 479 (2022)                        | 69                 |
| Jas                     | 42113      | Jaséens        | 6,22             | 240 (2022)                        | 39                 |
| Marclopt                | 42135      | Marcloptaires  | 8,43             | 550 (2022)                        | 65                 |
| Mizérieux               | 42143      | Mizérois       | 7,01             | 537 (2022)                        | 77                 |
| Montchal                | 42148      | Montchaliens   | 8,84             | 507 (2022)                        | 57                 |
| Montrond-les-Bains      | 42149      | Montrondais    | 10,11            | 5 655 (2022)                      | 559                |
| Néronde                 | 42154      | Nérondois      | 8,57             | 482 (2022)                        | 56                 |
| Nervieux                | 42155      | Nervieuxins    | 19,44            | 1 036 (2022)                      | 53                 |
| Panissières             | 42165      | Panissièrois   | 26,71            | 2 882 (2022)                      | 108                |
| Pinay                   | 42171      | Pinayons       | 6,62             | 285 (2022)                        | 43                 |
| Poncins                 | 42174      | Poncinois      | 20,63            | 1 268 (2022)                      | 61                 |
| Pouilly-lès-Feurs       | 42175      | Pouillerots    | 13,03            | 1 197 (2022)                      | 92                 |
| Rivas                   | 42185      | Rivatiers      | 4,6              | 737 (2022)                        | 160                |
| Rozier-en-Donzy         | 42193      | Rozierois      | 9,51             | 1 421 (2022)                      | 149                |
| Saint-André-le-Puy      | 42200      | Podoandréens   | 8,66             | 1 534 (2022)                      | 177                |
| Saint-Barthélemy-Lestra | 42202      | Godelons       | 11,06            | 675 (2022)                        | 61                 |
| Saint-Cyr-de-Valorges   | 42213      |                | 9,91             | 311 (2022)                        | 31                 |
| Saint-Cyr-les-Vignes    | 42214      |                | 19,38            | 1 077 (2022)                      | 56                 |
| Saint-Jodard            | 42241      | Gildariens     | 6,65             | 392 (2022)                        | 59                 |
| Saint-Laurent-la-Conche | 42251      | Laurentins     | 15,51            | 559 (2022)                        | 36                 |
| Saint-Marcel-de-Félines | 42254      | Félinois       | 22,43            | 807 (2022)                        | 36                 |
| Saint-Martin-Lestra     | 42261      |                | 16,33            | 926 (2022)                        | 57                 |
| Saint-Médard-en-Forez   | 42264      | San-Miardères  | 10,39            | 945 (2022)                        | 91                 |
| Sainte-Agathe-en-Donzy  | 42196      | Saint-Agathois | 3,39             | 117 (2022)                        | 35                 |
| Sainte-Colombe-sur-Gand | 42209      | Colombins      | 13,56            | 386 (2022)                        | 28                 |
| Salt-en-Donzy           | 42296      | Saltois        | 8,93             | 545 (2022)                        | 61                 |
| Salvizinet              | 42297      | Salvizinois    | 10,84            | 625 (2022)                        | 58                 |
| Valeille                | 42319      | Valeillois     | 16,43            | 680 (2022)                        | 41                 |
| Veauche                 | 42323      | Veauchois      | 10,41            | 8 984 (2022)                      | 863                |
| Violay                  | 42334      | Violaysiens    | 27,07            | 1 210 (2022)                      | 45                 |

### Démographie
| 1968   | 1975   | 1982   | 1990   | 1999   | 2009   | 2014   | 2020   |
| ------ | ------ | ------ | ------ | ------ | ------ | ------ | ------ |
| 43 408 | 44 760 | 47 856 | 51 488 | 54 444 | 59 839 | 62 622 | 64 083 |

## Administration

### Siège
Le siège de la communauté de communes est situé à Feurs, 	13, avenue Jean Jaurès.

### Élus
La communauté de communes est administrée par son conseil communautaire, composé pour la mandature 2020-2026 de  71 conseillers municipaux représentant chacune des  communes membres et répartis en fonction de leur population de la manière suivante :
- 9 délégués pour Feurs et  Veauche ;
- 5 délégués pour Chazelles-sur-Lyon et Montrond-les-Bains ;
- 3 délégués pour Balbigny, et Panissières ;
- 2 délégués pour Bellegarde-en-Forez ;
- 1 délégué et son suppléant pour les autres communes.

Au terme des élections municipales de 2020 dans la Loire, le conseil communautaire renouvelé a élu le 10 juillet 2020 son nouveau président, Jean-Pierre Taite, maire de Feurs. Celui-ci, devenu député et contraint par la législation limitant le cumul des mandats en France, a démissionné de ses fonctions exécutives locales.
Le conseil communautaire du 20 juillet 2022 a alors élu un nouveau président, Pierre Véricel , maire de  Chazelles-sur-Lyon, ainsi que ses 15 vice-présidents, qui sont : 
1. Didier Berne, maire de Rozier-en-Donzy, chargé des finances ;
2. Gérard Dubois, maire de Veauche, chargé de l'aménagement du territoire, de l'urbanisme, de l'habitat et de la mobilité ;
3. Christian Denis, maire de Montchal, chargé de l'économie et de l'agriculture ;
4. Gilles Dupin, maire de Balbigny, chargé de l'environnement et du développement durable ;
5. Simone Couble, maire de Cleppé, chargée des ressources humaines ;
6. Véronique Chaverot, maire de Violay, chargée de l'eau, de l'assainissement et de la GEMAPI ;
7. Gérard Moncelon, maire de Néronde, chargé de la santé, du social, de l'insertion, du PLIE  et du sport ;
8. Georges Rochette, 1er adjoint  au maire de Montrond-les-Bains, chargé de la gestion des déchets ;
9. Sébastien Deshayes, chargé de l'aménagement, des zones économiques et des infrastructures routières ;
10. Robert Flamand, maire de Valeille, chargé des bâtiments et du patrimoine ;
11. Christian Mollard, maire de Panissières, chargé du tourisme et de l'EPIC ;
12. Marianne Darfeuille, maire de Feurs, chargée de la mutualisation et de la contractualisation ;
13. Jacques Laffont, maire de  Bellegarde-en-Forez, chargé de la petite enfance, de l'enfance et de la jeunesse ;
14. Christophe Guillarme, maire de Civens, chargé de la communication, des nouvelles technologies et de l'informatique ;
15. Jacques de Lemps, maire de Cottance, chargé du commerce, de l'évènementiel et de la culture.

Ensemble, ils forment le bureau exécutif de l'intercommunalité pour la fin de la mandature 2020-2026.

### Liste des présidents
| Période      | Période                    | Identité          | Étiquette | Qualité |
| ------------ | -------------------------- | ----------------- | --------- | --- |
| janvier 2017 | juillet 2020               | Jean-Michel Merle | SE        | Président de l'ex-cc des Collines du matin ( ? 2008 ou avant → 2016) Conseiller municipal de Panissières |
| juillet 2020 | juillet 2022               | Jean-Pierre Taite | LR        | Photographe industriel et publicitaire Maire de Feurs (2008 → 2022) Vice-président du conseil régional d'Auvergne-Rhône-Alpes (2016 → 2022) Député de la Loire (6e circ.) (2022 → ) Démissionnaire à la suite de son élection comme député. |
| juillet 2022 | En cours (au 31 mai 2023)) | Pierre Véricel    | DVD       | Maire de Chazelles-sur-Lyon (2008 → ) Président de l'ex-CC de Forez en Lyonnais ( ? 2008 ou avant → 2015) Conseiller départemental de Feurs (2015 → )                                                                                       |

### Compétences
L'intercommunalité exerce les compétences qui lui ont été transférées par les communes membres, dans les conditions déterminées par le code général des collectivités territoriales.
Il s'agit de : 
- Aménagement de l'espace ; schéma de cohérence territoriale (SCoT) et schéma de secteur ; plan local d'urbanisme (PLU), document d'urbanisme en tenant lieu et carte Actions de développement économique ; zones d'activité ; politique locale du commerce et soutien aux activités commerciales d'intérêt communautaire ; promotion du tourisme, dont la création d'offices de tourisme :
- Gestion des milieux aquatiques et prévention des inondations : 
  - L’aménagement d’un bassin ou d’une fraction de bassin hydrographique ;
  - L’entretien et l’aménagement d’un cours d’eau, canal, lac ou plan d’eau, y compris les accès à ce cours d’eau, à ce canal, à ce lac ou à ce plan d’eau ;
  - La défense contre les inondations et contre la mer ;
  - La protection et la restauration des sites, des écosystèmes aquatiques et des zones humides ainsi que des formations boisées riveraines ;
- Aires d'accueil des gens du voyage et des terrains familiaux locatifs ;
- Collecte et traitement des déchets des ménages et déchets assimilés ;
- Protection et mise en valeur de l’environnement, le cas échéant dans le cadre de schémas départementaux et soutien aux actions de maîtrise de la demande d’énergie
- Équipements culturels et sportifs d’intérêt communautaire et équipements de l’enseignement préélémentaire et élémentaire d’intérêt communautaire ;
- Actions sociales d’intérêt communautaire ;
- Voirie d’intérêt communautaire ;
- Maisons de services au public ;
- Politique du logement et du cadre de vie ;
- TIC, THD, développement du numérique ;
- Crématorium
- Soutien financier et/ou technique aux porteurs de projets d’intérêt communautaire dans les domaines de l’emploi / la formation / l’Insertion / la santé / le social / la culture et le sport
- Promotion et valorisation du territoire de la Communauté de Communes à travers les médias
- Prestations de service et délégation de maitrise d’ouvrage, opérations sous mandat
- Transport / mobilité : études, aménagement, gestion des embranchements ferrés liés à l’activité économique et d’intérêt communautaire, création et entretien de pôles multimodaux, participation à des études de transport à la demande et de création de service de cars, valorisation de l’accès aux gares existantes (services de rabattement, amélioration des accès et des stationnements)
- Aménagement et gestion de l’« Eco-hameau des collines » situé sur la commune de Cottance.
- Aménagement et gestion de la zone d’aménagement concerté mixte des Murons 2 (économie et habitat) située sur la commune de Veauche

### Régime fiscal et budget
La communauté de communes est un établissement public de coopération intercommunale à fiscalité propre.
Afin de financer l'exercice de ses compétences, l'intercommunalité perçoit la fiscalité professionnelle unique (FPU) – qui a succédé à la taxe professionnelle unique (TPU) – et assure une péréquation de ressources entre les communes résidentielles et celles dotées de zones d'activité.
Elle perçoit également une bonification de la dotation globale de fonctionnement (DGF).
L'intercommunalité ne reverse pas de dotation de solidarité communautaire (DSC) à ses communes membres.

## Projets et réalisations
Conformément aux dispositions légales, une communauté de communes a pour objet d'associer des « communes au sein d'un espace de solidarité, en vue de l'élaboration d'un projet commun de développement et d'aménagement de l'espace ».

## Pour approfondir